# Колобяков Олександр Філаретович
Олександр Філаретович Колобяков (нар. 8 грудня 1896, село Ознобихіно, тепер Костромської області, Російська Федерація — 26 січня 1958, Москва) — радянський військово-політичний діяч, член Військової ради Одеського військового округа, генерал-майор (1942). Кандидат у члени ЦК КП(б)У в травні 1940 — січні 1949 року.

## Біографія
Народився в родині робітника. У 1914 році призваний до російської армії, учасник Першої світової війни. У 1916 році закінчив навчальну команду, а у 1917 році — школу прапорщиків.
З 1918 року — в Червоній армії. Учасник Громадянської війни у Росії.
Член РКП(б) з 1919 року.
У 1920 році закінчив командні кулеметні курси Московської військової школи імені ВЦВК. У серпні 1921 — січні 1922 р. — начальник кулеметної команди 507-го стрілецького полку. У січні — травні 1922 р. — командир взводу кулеметної команди, у травні — жовтні 1922 р. — начальник кулеметної команди 7-го Костромського батальйону особливого призначення. У жовтні 1922 — квітні 1923 р. — командир 17-го Буйського взводу особливого призначення. У квітні — червні 1923 р. — командир взводу 254-ї окремої роти особливого призначення Костромської губернії. У червні 1923 — жовтні 1924 р. — помічник командира 122-го Костромського батальйону особливого призначення.
У жовтні 1924 — травні 1925 р. — інструктор політичного сектора Костромського губернського військкомату. У травні — червні 1925 р. — помічник начальника відділу, у червні 1925 — лютому 1926 р. — помічник з політичної частини начальника управління територіального округу Костромської губернії. У лютому 1926 — грудні 1927 р. — помічник з політичної частини начальника управління територіального округу Іваново-Вознесенської губернії.
З грудня 1927 р. — військовий комісар 42-го стрілецького полку. У 1930 році закінчив курси удосконалення політичного складу при Військово–політичній академії імені Толмачова.
У червні 1932 — червні 1936 р. — помічник з політичної частини командира 42-го Шуйського стрілецького полку.
У червні 1936 — серпні 1937 р. — заступник начальника політичного відділу 52-ї стрілецької дивізії. У серпні 1937 — червні 1938 р. — начальник політичного відділу 52-ї стрілецької дивізії, виконувач обов'язків військового комісара 16-го стрілецького корпусу. У 1938 році закінчив Вищі військово-політичні курси.
У червні — жовтні 1938 р. — у розпорядженні Управління по командному і начальницькому складу РСЧА. У жовтні — листопаді 1938 р. — виконувач обов'язків військового комісара, у листопаді 1938 — жовтні 1939 р. — військовий комісар 15-го стрілецького корпусу.
У жовтні 1939 року — член Військової ради Київського особливого військового округа.
У жовтні 1939 — червні 1941 р. — член Військової ради Одеського військового округа.
Під час німецько-радянської війни, у червні — вересні 1941 р. — член Військової ради 9‑ї особливої армії, у листопаді — грудні 1941 р. — член Військової ради 61‑ї армії.
З 24 грудня 1941 по 11 квітня 1942 р. — член Військової ради Брянського фронту. З 1942 р. — член Військової ради Сибірського військового округу, з липня 1945 р. — член Військової ради Західно–Сибірського військового округу.
Після війни на політичних посадах в армії. У 1947 році закінчив Вищі курси удосконалення політичного складу при Військово–політичній академії імені Леніна.
У 1953 році вийшов у відставку. Помер 26 січня 1958 року в Москві. Похований на території Новодівочого монастиря.

## Звання
- молодший унтер-офіцер
- прапорщик
- бригадний комісар (9.03.1939)
- дивізійний комісар (3.11.1939)
- корпусний комісар (19.06.1940)
- генерал-майор (6.12.1942)

## Нагороди
- орден Леніна
- два ордени Червоного Прапора
- орден Богдана Хмельницького ІІ ст.
- медалі